# Speicher Schiedungen
Der Speicher Schiedungen, auch als Großer Teich oder Schiedunger Teich bekannt, ist ein bei Schiedungen in der Gemeinde Hohenstein gelegener Stausee am Oberlauf der Helme.
Der gut 28 Hektar große Stausee befindet sich unmittelbar südlich von Schiedungen im oberen Helmetal. Der Speicher liegt knapp 9 km Luftlinie nördlich von Bleicherode und gut 15 km westlich der Kreisstadt Nordhausen im Nordthüringer Hügelland. Auf der Dammkrone verläuft die Landesstraße von Schiedungen nach Wipperdorf, wodurch diese relativ Breit gestaltet ist.

## Zweck
Der Stausee wurde zur Erzeugung von Speisefisch angelegt und wird bis heute zu diesem Zweck genutzt. Aktuell werden Karpfen in dem See aufgezogen. Sie verbleiben von April bis Oktober im flachen Gewässer. In den folgenden Wintermonaten liegt der Stausee trocken. Verluste durch den Kormoran werden vom Erzeuger jährlich beklagt. Für Wasservögel ist der Schiedunger Teich eine Rast-, Brut- oder ganzjährige Anlaufstelle. So findet man Nilgänse, Schwäne, Blässhühner, Stockenten, Graureiher und einige mehr. Wenn der See die gewünschte Wassermenge enthält, fließt die Helme südlich an ihm vorbei. Am nördlichen Ufer tangiert der Bach Sete den Stausee.

## Maße
Die Fläche des Speichers, dessen Tiefe im Durchschnitt unter einem Meter liegt, beträgt rund 28 Hektar. Die tiefste Stelle befindet sich am Ablassbauwerk am östlichen Ufer. Die Länge in Ost-West-Ausdehnung ergibt gut einen Kilometer. An der breitesten Stelle liegen die Ufer nur gut 400 m auseinander. Am Staudamm ist das Gewässer gut 150 m breit. Der wahrscheinlich aus Erde und Kies und bindigen Erdstoffen bestehende trapezförmige Damm, ist ebenso gut 150 m lang. Seine Krone ist 15 m breit und trägt eine Straße sowie Schotterparkplätze. Das kleine Tosbecken misst knapp 6 mal 14 Meter. Der ihm entspringende Ableitungsgraben ist gut 300 m lang.

## Geschichte
Der Speicher Schiedungen wurde vermutlich bereits im Mittelalter angelegt, eine frühe Erwähnung findet sich 1525. Ein vorläufig letztes Mal abgefischt wurde wahrscheinlich 1806, da die erforderliche Entschlammung des Sees zu teuer gewesen wäre. Danach wurde er in eine Weide umgewandelt. Bis in die 1960er-Jahre lag der Speicher trocken und war als solcher nicht mehr erkennbar. Erst die Planwirtschaft und der damit verbundene Mangel an Speisefisch weckten wieder die Interessen an der ursprünglichen Nutzung. So wurden zu DDR-Zeiten ein Damm errichtet oder restauriert, ein Ablassbauwerk, ein Einlaufbauwerk, eine Hochwasserentlastung und ein Futtersilo gebaut. Alle Anlagen sind heute noch in Betrieb. Zuweilen gab es am Tag des Abfischens ein Volksfest, welches Gäste aus der näheren und weiteren Umgebung anlockte. Nach Angaben des Veranstalters wurde es in den 2010er-Jahren trotz Zweifel der Bevölkerung eingestellt. Schiedunger Bürger wünschen sich des Weiteren eine Aufwertung des Teiches durch Anlage eines Weges und Pflege der Gehölze am Ufer. Beides liegt allerdings nicht in der Pflicht des Pächters. Im Jahr 2015 wurden gut 20 Tonnen Speisefisch erzeugt und teils bis nach Hamburg auf den Fischmarkt geliefert.